# 中央苏区第五次反围剿战争
（Fifth encirclement campaign against the Jiangxi Soviet），從1933年10月17日，中華民國國民政府动员近100万國军，开始攻打中国共产党控制下的各个农村根据地，并以50万兵力重点进攻中央苏区。圍剿歷時363天，直到1934年10月14日才結束；红军被迫撤退，离开中央苏区根据地，标誌着國民革命軍第五次圍剿的勝利。

## 背景
第四次围剿于1933年春失败后，经过短暂休整，蒋中正调集50万大军开始准备第五次围剿。1933年5月，蒋中正在南昌设立全权处理赣、粤、闽、湘、鄂五省军政事宜的军事委员会委员长南昌行营，亲自组织和指挥对各苏区进行更大规模的第五次围剿，並兼任剿匪军总司令。在调集各路地方軍隊以后，南昌行營參謀柳維垣首先提出改變國民革命軍的戰略，他反對圍剿，提出改變「圍剿」為「追剿」。此一新戰略為蔣介石所採納，國民革命軍改變作戰策略，戰法步步為營。国民政府采取“三分军事，七分政治”的方略，并组织军官训练团，聘请德国顾问对军官进行培训。
红军方面，因为前四次反围剿战役的胜利，使得时任中共中央总负责人博古等人头脑发热，并认为决战的时机已经来临。1933年秋，共产国际派来顾问李德支援中央苏区，基于对共产国际的全心信任，博古放手让他参与军事决策；然而参与过欧洲战场的李德却不了解中国战场的特点，遂与周恩来等人无法合作:132。第四次反围剿战争期间，博古召开中共中央局会议，主张坚守阵地。这一主张遭到了中共福建省委代理书记罗明的上书反对，认为民众没有实力抵御长期的阵地战、应当继续游击战:431，且直言中央局的决议“空洞说教”:110-111。博古读后勃然大怒并起草《中央局关于闽粤赣省委的决定》，指责罗明为主的“机会主义”（罗明主义），并随后开展反罗明路线运动，大量基层和前线干部被牵连撤职。在这些运动中，包括张鼎丞、刘晓、邓小平、毛泽覃、谢维俊、古柏、何叔衡等人均被牵连:111。
博古、李德等人提出御敌于国门之外的方针，企图以阵地战、正规战在苏区外御敌，保守苏区每一寸土地；命令由红三军团、红19师为主组成的东方军和由红一军团、红14师为主组成的中央红军，继续在闽西北地区和抚河与赣江之间地区对国军不停的进攻。但缺乏自动武器、严重缺乏重火力的红军在國军的高大的垒楼、深长壕沟的野战防御工事前遭受惨重损失。由于中共中央的军事战略和作战原则错误，这次作战红军始终处于被动，以致红军损失惨重，丧失大部中央苏区。到最后只有少数城镇还在红军的掌握之中。

## 戰鬥序列

### 國軍（1934年1月）[11]
總司令蔣中正

#### 北路軍
總司令顧祝同、前敵總指揮陳誠
- 第一路軍：總指揮顧祝同（代）、副總指揮劉興
  - 守備隊：劉興
- 第三路軍：總指揮陳誠、副總指揮羅卓英
  - 第三縱隊：樊崧甫
  - 第五縱隊：羅卓英
  - 第八縱隊：周渾元
  - 守備隊：毛炳文
  - 預備隊
- 第六路軍：總指揮薛岳
  - 第六縱隊：劉紹先
  - 第七縱隊：吳奇偉
- 第二十六路軍：總指揮孫連仲
- 浙贛閩邊區：警備司令趙觀濤
- 總預備隊：總指揮官錢大鈞

#### 東路軍
總司令蔣鼎文
- 第二路軍：總指揮蔣鼎文（兼）
  - 第四縱隊：李延年
- 第五路軍：總指揮衛立煌
  - 第九縱隊：劉和鼎
  - 第十縱隊：湯恩伯
- 總預備隊
  - 第二縱隊：王敬久

#### 西路軍
總司令何鍵
- 第一縱隊：劉建緒
- 第二縱隊：劉膺古
  - 第五軍：譚道源
- 第三縱隊：陳繼承

#### 南路軍
總司令陳濟棠
- 第一軍：余漢謀
- 第二軍：香翰屏
- 第三軍：李揚敬

#### 空軍
- 轟炸第一隊
- 轟炸第二隊
- 偵察兼轟炸第三隊
- 偵察兼轟炸第四隊
- 偵察兼轟炸第五隊

### 紅軍（1933年10月）[12]
中共中央軍事委員會：主席朱德、副主席周恩來
中國工農紅軍：總司令朱德、政治委員周恩來、政治部主任委員王稼祥

#### 第一方面軍
總司令朱德、政治委員周恩來、參謀長葉劍英
- 第一軍團：林彪
- 第三軍團：彭德懷
- 第五軍團：董振堂
- 第七軍團：蕭勁光
- 第十二軍
- 江西軍區：陳毅
- 湘鄂贛軍區：孔荷寵
- 湘贛軍區：蔡會文
- 福建軍區：羅炳輝
- 浙贛閩軍區：唐在剛
- 第二軍團：賀龍

## 第一阶段
1933年9月25日，国军大举进攻黎川，第五次軍事围剿戰役拉开序幕。三天后国军攻克黎川，虽然红军成功阻止国军向黎川西南挺进，但歼灭国军的战略企图落空。1933年10月9日，红24师向硝石进攻；国军依托坚固堡垒据守，东路红军攻坚数日不克，伤亡惨重。蔣中正看到自己的战术成功之后，于1933年10月17日在南昌行营下达命令；彻底实施战术防守，战略进攻的原则，以求将德国顾问的堡垒战略构想发挥到极致。与之相反的是中共中央领导人仍令红军主力插入国军堡垒密集地区实施强攻，进行阵地战。从1933年9月25日到11月中旬，中國工農紅軍未取得任何实质性的胜利，反使部队遭受重大损失，完全陷于被动地位。

## 第二阶段
1933年12月11日，国军以8个纵队的兵力离开碉堡封锁线，开始第二阶段的攻势。中共临时中央却命令红军进行战略决战，继续攻击装备精良，训练有素的黃埔系中央军；失利后被迫南撤。1934年1月下旬，蒋介石在镇压了福建事变以后，即将入闽部队改编为东路军，协同北路军、南路军，重新开始了对中央苏区的进攻。

## 第三阶段
1934年4月10日，国军以11个师分两个纵队向广昌进攻，中共中央在红军连续作战、十分疲劳、减员很大的情况下，以红一军团，红三军团，红9军团及红五军团第13、第23师共9个师的兵力，采取集中对集中、堡垒对堡垒、阵地对阵地的正规战，以求阻止国军进占广昌。在国军的绝对兵力火力优势攻击下，红军辗转苦战，难于应付；丢失重要据点甘竹，大罗山，延福嶂阵地。1934年4月19日，红军反击延福嶂未能奏效，被逼至广昌城下。1934年4月27日，国军向广昌城发起总攻，并于黄昏时攻占该城，红军伤亡高达5500余人；余部在夜色掩护下向西南方向退出广昌。广昌失守后，彭德怀与李德发生尖锐对抗，直斥李德“崽卖爷田心不痛”。张闻天也激烈反对博古的军事策略，核心领导的冲突已经公开化:122:144。1934年5月，博古在瑞金召开中共中央书记处会议，讨论后续战略方针，并确定将主力撤离中央苏区，李德开始制定计划:147。

## 最终阶段
1934年6月，中共中央三人团决定6路分兵抵御国军的攻击。1934年8月5日，国军北路军9个师在空军、炮兵的支援下，向驿前以北地区发起攻击；并攻占驿前以北的全部阵地。1934年9月下旬，中央苏区仅存瑞金、会昌、雩都（今于都）、兴国、宁都、石城、宁化、长汀等县的狭小地区。29日，张闻天在《红色中华》上发表社论《一切为了保卫苏维埃》，称“为了保卫苏区，粉碎五次“围剿’，我们有时在敌人优势兵力的压迫之下，不能不暂时的放弃某些苏区与城市，缩短战线，集结力量，求得战术上的优势，以争取决战的胜利”，为战略转移释放信号。此时，周恩来在南昌行营的情报人员项与年從莫雄處得到国军最后总攻击的計劃，中共中央主要领导人于是决定，于10月中旬放弃中央苏区。
10月7日，中革军委下令红军各部队从现有阵地上迅速撤出，把阵地移交给地方武装，然后迅速到指定地点集结。中共中央、中革军委率中央红军主力红一、三、五、八、九军团及机关直属队共8.6万余人，从福建长汀、宁化、江西瑞金、兴国等地开往雩都县集结:77。10月17日傍晚，中央红军直属机关及一、三、五、八、九军团从江西雩都县渡过贡水，迈出了长征的第一步:80。同时，中共中央决定留下红二十四师和地方部队1.6万人，成立苏区中央分局和中央军区，由项英、陈毅、瞿秋白、陈潭秋、贺昌等人领导，继续坚守中央苏区:75。国民革命军于10月26日占领宁都，11月10日占领瑞金，11月17日占领雩都，11月23日占领会昌:172。

## 总结评述

### 中國國民黨观点
南昌行營提出「戰略攻勢戰術守勢」之作戰方針，以及組訓民眾之作戰原則，採取構築嚴密之碉堡封鎖線戰術，防止共軍流竄，並逐步縮小包圍圈，聚殲共軍於贛南地區。
碉堡作戰為第五次剿共戰術運用上的一大特色。碉堡作戰指導要領包括：以逸待勞，步步為營，穩紮穩打，處處設碉，逐步推進，防止共軍各個擊破；各守碉部隊在其指定範圍內，隨時游擊，擊滅竄擾之共軍；共軍如由碉堡間隙偷竄，進剿部隊應一面加強封鎖，遮斷共軍退路，並以有力部隊，立即殲滅偷越封鎖線之共軍，使共軍絕不能潛越封鎖線一步。

### 中國共產黨观点
中共的官方观点是第五次围剿反擊作戰失败，主要是中共“左”倾领导人推行一系列过左的社会，政治，军事，经济政策：
- 第五次围剿战争是持久消耗的作战，作为被迫面对战略决战的一方，中共在作战资源上远远无法和国民党抗衡；中国工农红军无法保证兵员和粮食弹药供应，这是导致第五次反‘围剿’失败的原因之一。中共三人团错误的认为，游击战战术的黄金时代已经过去，红军应采用正规战和阵地战和国军作战。
- 敌视国军各派系部隊：在毛泽东任红军总政委时，红军和部分國民黨地方軍閥达成中立；所以在第一次反围剿战争到第四次反围剿战争期间，红军只需与几十万黃埔系中央军作战。中共三人团上台之后，国军各派系均被认为是敌人，无形中增加了自己的负担。
- 被动防守：除了正面攻击国军之外，三人团还要求红军采取集中对集中、堡垒对堡垒、阵地对阵地的正规战，以求阻止国军。但與国军的钢筋混凝土堡垒不同的是，红军的堡垒多是由木头和稀泥构筑而成，既经不起炮火轰击，也经不起风吹雨打，反而将红军部队拖入极为不利的境地。
- 毛泽东主用运动战和外线作战，选其一即可破解国军的堡垒战术，他在掌权后的1936年12月在中国抗日军政大学的讲演《中国革命战争的战略问题》讲到第五次反围剿时主张：“战略退却、诱敌深入、保存军力、集中兵力、准备反攻、待机破敌。”或“在第五次反“围剿”进行两个月之后，当福建事变出现之时，“红军主力无疑地应该突进到以浙江为中心的苏浙皖赣地区去，纵横驰骋于杭州、苏州、南京、芜湖、南昌、福州之间，将战略防御转变为战略进攻，威胁敌之根本重地，向广大无堡垒地带寻求作战”。用这种方法，就能轻而易举的打破国军的第五次围剿计划，并指责（王明、李德、博古）：”此计不用，第五次“围剿”就不能打破，福建人民政府也只好倒台。福建事变被扑灭后，又主张向另一方向改取战略进攻，以主力向湖南前进，不是经湖南向贵州，而是向湖南中部前进，调动江西敌人至湖南而消灭之。此计又不用，打破第五次“围剿”的希望就最后断绝，剩下长征一条路了。”[19]1965年6月16日毛泽东在杭州听取计划工作汇报时，针对有人提出要把敌人完全顶住，不准它进来，在沿海打光时，毛泽东指出：“御敌于国门之外，我从来就说不是好办法。”“还是要诱敌深入才好打。人家得不到好处不行，那样就不能诱敌深入。”“诱敌深入，我们搞了几十年。第五次反围剿吃了没有诱敌深入的亏。现在大家都相信了，因为再没有其它办法。”[20]

### 其他观点
- 情报上无法再占有上风。虽然前几次围剿战争红军已经破译国军的电码，但是到第五次围剿国军指挥官却大大加重了有线通讯的分量，无法再行破译。[21]
- 国军实力上升：前几次围剿战争中国军兵力较少，不足以占领新攻克的地区，也没有足够的兵力来殿后。国军部隊大多驻扎在城镇中或据点里，留下了不少缺口。红军利用这些缺口建立防线，并向國民黨心脏地带攻击。在第五次围剿战争时虽然国军的机动主力部队还是五十万黃埔系中央军，但国军的几十万大军堵住了这些缺口，完成了对红军的合围，保证了国军的勝利。